# العلاقات الإستونية الصربية
العلاقات الإستونية الصربية هي العلاقات الثنائية التي تجمع بين إستونيا وصربيا.

## مقارنة بين البلدين
هذه مقارنة عامة ومرجعية للدولتين:
| وجه المقارنة                                              | إستونيا                                                                             | صربيا                                                      |
| --------------------------------------------------------- | ----------------------------------------------------------------------------------- | ---------------------------------------------------------- |
| المساحة (كم2)                                             | 45.34 ألف                                                                           | 88.36 ألف                                                  |
| عدد السكان (نسمة)                                         | 1.32 مليون                                                                          | 7.02 مليون                                                 |
| الكثافة السكانية (ن./كم²)                                 | 29.11                                                                               | 79.45                                                      |
| العاصمة                                                   | تالين                                                                               | بلغراد                                                     |
| اللغة الرسمية                                             | اللغة الإستونية                                                                     | اللغة الصربية                                              |
| العملة                                                    | يورو، كرون إستوني، كرون إستوني، المارك الإستوني                                     | دينار صربي                                                 |
| الناتج المحلي الإجمالي (بليون دولار)                      | 25.92 مليار                                                                         | 41.43 مليار                                                |
| الناتج المحلي الإجمالي (تعادل القوة الشرائية) بليون دولار | 38.11 مليار                                                                         | 100.13 مليار                                               |
| الناتج المحلي الإجمالي الاسمي للفرد دولار أمريكي          | 17.79 ألف                                                                           | 5.24 ألف                                                   |
| الناتج المحلي الإجمالي للفرد دولار أمريكي                 | 28.14 ألف                                                                           | 13.59 ألف                                                  |
| مؤشر التنمية البشرية                                      | 0.871                                                                               | 0.771                                                      |
| رمز المكالمات الدولي                                      | +372                                                                                | +381                                                       |
| رمز الإنترنت                                              | .ee                                                                                 | .rs، .срб ‏                                                 |
| المنطقة الزمنية                                           | ت ع م+02:00، ت ع م+03:00، توقيت شرق أوروبا، أوروبا/تالين ‏، توقيت شرق أوروبا الصيفي ‏ | توقيت وسط أوروبا، ت ع م+01:00، ت ع م+02:00، أوروبا/بلغراد ‏ |

## منظمات دولية مشتركة
يشترك البلدان في عضوية مجموعة من المنظمات الدولية، منها:
| علم المنظمة | اسم المنظمة                               | تاريخ انضمام إستونيا | تاريخ انضمام صربيا |
| ----------- | ----------------------------------------- | -------------------- | ------------------ |
|             | وكالة ضمان الاستثمار متعدد الأطراف        | 24 سبتمبر 1992       | 19 مارس 1993       |
|             | الأمم المتحدة                             | 17 سبتمبر 1991       | 1 نوفمبر 2000      |
|             | الفريق المعني برصد الأرض                  | ?                    | ?                  |
|             | منظمة حظر الأسلحة الكيميائية              | ?                    | ?                  |
|             | منظمة الشرطة الجنائية الدولية             | ?                    | ?                  |
|             | منظمة الأمن والتعاون في أوروبا            | 10 سبتمبر 1991       | 3 يونيو 2006       |
|             | مؤسسة التنمية الدولية                     | 11 أكتوبر 2008       | 25 فبراير 1993     |
|             | يونسكو                                    | 14 أكتوبر 1991       | 20 ديسمبر 2000     |
|             | مجلس أوروبا                               | ?                    | 3 أبريل 2003       |
|             | الاتحاد البريدي العالمي                   | ?                    | ?                  |
|             | البنك الدولي للإنشاء والتعمير             | 23 يونيو 1992        | 25 فبراير 1993     |
|             | المنظمة الهيدروغرافية الدولية             | ?                    | ?                  |
|             | الاتحاد الدولي للاتصالات                  | 19 مايو 1922         | 1 يونيو 2001       |
|             | مؤسسة التمويل الدولية                     | 9 أغسطس 1993         | 25 فبراير 1993     |
|             | المنظمة الأوروبية لسلامة الملاحة الجوية   | 2015                 | 2005               |
|             | المركز الدولي لتسوية المنازعات الاستشارية | 23 يوليو 1992        | 8 يونيو 2007       |
|             | مجموعة الموردين النوويين                  | ?                    | ?                  |

## وصلات خارجية
- موقع وزارة الخارجية الإستونية
- موقع وزارة الخارجية الصربية